# Équipe d'Algérie de football à la Coupe d'Afrique des nations 1980
Cet article relate le parcours de l’Équipe d'Algérie de football lors de la Coupe d'Afrique des nations de football 1980 organisée au Nigeria du 8 mars 1980 au 22 mars 1980.

## Effectif
| N° | Pos | Nom                  | Date de naissance          | Matches | Buts | Club           |
| -- | --- | -------------------- | -------------------------- | ------- | ---- | -------------- |
| 1  | GB  | Mehdi Cerbah         | 03 janvier 1953 (27 ans)   | 5       | 0    | RC Kouba       |
| 21 | GB  | Abderrazak Harb      | 11 mars 1950 (30 ans)      | 0       | 0    | JS Kabylie     |
|    |     |                      |                            |         |      |                |
| 16 | DF  | Abderrahmane Derouaz | 12 decembre 1955 (25 ans)  | 2       | 0    | USM Alger      |
| 2  | DF  | Mahmoud Guendouz     | 24 fevrier 1953 (27 ans)   | 3       | 0    | NA Hussein Dey |
| 17 | DF  | Abdelkader Horr      | 10 novembre 1953 (26 ans)  | 1       | 0    | DNC Alger      |
| 4  | DF  | Mohamed Kheddis      | 29 fevrier 1952 (28 ans)   | 5       | 0    | NA Hussein Dey |
| 3  | DF  | Mustapha Kouici      | 16 avril 1954 (26 ans)     | 2       | 0    | CR Belouizdad  |
| 5  | DF  | Chaabane Merzekane   | 8 mars 1959 (21 ans)       | 5       | 0    | NA Hussein Dey |
|    |     |                      |                            |         |      |                |
| 10 | ML  | Lakhdar Belloumi     | 29 decembre 1958 (22 ans)  | 5       | 2    | MC Alger       |
| 8  | ML  | Ali Fergani          | 21 septembre 1952 (28 ans) | 5       | 0    | JS Kabylie     |
| 13 | ML  | Mohamed Ouamar Ghrib | 24 janvier 1960 (20ans)    | 0       | 0    | DNC Alger      |
| 12 | ML  | Salah Larbes         | 16 septembre 1952 (28 ans) | 3       | 0    | JS Kabylie     |
| 15 | ML  | Bouzid Mahyouz       | 13 janvier 1952 (28 ans)   | 4       | 0    | MC Alger       |
| 18 | ML  | Smaïl Slimani        | 31 decembre 1952 (28 ans)  | 2       | 0    | USM Alger      |
|    |     |                      |                            |         |      |                |
| 7  | AT  | Salah Assad          | 13 mars 1958 (22 ans)      | 5       | 1    | RC Kouba       |
| 9  | AT  | Tedj Bensaoula       | 1er decembre 1954 (26 ans) | 5       | 2    | MC Oran        |
| 11 | AT  | Rabah Madjer         | 15 decembre 1958 (22 ans)  | 5       | 0    | NA Hussein Dey |
| 19 | AT  | Hocine Benmiloudi    | 31 janvier 1955 (25 ans)   | 5       | 1    | CR Belouizdad  |
| 20 | AT  | Redouane Guemri      | 8 janvier 1953 (27 ans)    | 1       | 0    | ASM Oran       |

## Phase qualificative

### 1ertour
| Équipe 1 | Score | Équipe 2 |
| -------- | ----- | -------- |
| Algérie  | 3-0*  | Burundi  |

* forfait du  Burundi.

### 2etour
| Équipe 1 | Score | Équipe 2 | Aller | Retour |
| -------- | ----- | -------- | ----- | ------ |
| Algérie  | 3-2   | Libye    | 3-1   | 0-1    |

## Phase finale

### 1ertour

#### Groupe B
| Entraîneur :     |
| Khalef et Raykov |

| Entraîneur :     |
| Khalef et Raykov |

| Entraîneur :      |
| Khalef et Raykov. |

| Entraîneur :      |
| Khalef et Raykov. |

| Entraîneur :      |
| Khalef et Raykov. |

| Entraîneur :      |
| Khalef et Raykov. |

| Place | Equipe  | Pts | J | V | N | D | Buts + | Buts - | Diff. |
| 1e    | Algérie | 5   | 3 | 2 | 1 | 0 | 4      | 2      | +2    |
| 2e    | Maroc   | 3   | 3 | 1 | 1 | 1 | 2      | 2      | 0     |
| 3e    | Ghana   | 3   | 3 | 1 | 1 | 1 | 1      | 1      | 0     |
| 4e    | Guinée  | 1   | 3 | 0 | 1 | 2 | 3      | 5      | -2    |

### Demi-Finale
| Entraîneur :      |
| Khalef et Raykov. |

| Entraîneur :      |
| Khalef et Raykov. |

#### Finale
| Samedi 22 mars 1980 | Nigeria                     | 3 – 0 | Algérie | Surulere Stadium, Lagos                                                          |                                                                                  |
| 15h                 | Odegbami 2e 42e · Lawal 50e | (2-0) |         | Spectateurs : 85 000 Diffuseur : RTA (en différé) Arbitrage : Gebreyesus Tesfaye | Spectateurs : 85 000 Diffuseur : RTA (en différé) Arbitrage : Gebreyesus Tesfaye |
| 15h                 | Rapport                     |       |         | Spectateurs : 85 000 Diffuseur : RTA (en différé) Arbitrage : Gebreyesus Tesfaye | Spectateurs : 85 000 Diffuseur : RTA (en différé) Arbitrage : Gebreyesus Tesfaye |

| Nigeria | Algérie |

| :Nigeria       |    |                   |  |          |
| Gardien de but | 1  | Best Ogedegbe     |  |          |
|                | 2  | David Adiele      |  |          |
|                | 5  | Christian Chukwu  |  |          |
|                | 6  | Tunde Bamidele    |  |          |
|                | 8  | Aloysius Atuegbu  |  |          |
|                | 10 | Godwin Odiye      |  | Remplacé |
|                | 9  | Felix Owolabi     |  |          |
|                | 3  | Okey Isima        |  |          |
|                | 7  | Segun Odegbami    |  |          |
|                | 4  | Muda Lawal        |  |          |
|                | 11 | Adokie Amiesimaka |  |          |
| Remplaçants :  |    |                   |  |          |
|                | 22 | Kadiri Ikhana     |  | Entré    |
|                | 12 | Moses Effiong     |  |          |
|                | 13 | Emmanuel Okala    |  |          |
|                | 14 | Sylvanus Okpala   |  |          |
|                | 15 | Ifeanyi Onyedika  |  |          |
|                | 16 | Martin Eyo        |  |          |
|                | 17 | John Orlando      |  |          |
|                | 18 | Shefiu Mohamed    |  |          |
|                | 19 | Charles Bassey    |  |          |
|                | 20 | Henry Nwosu       |  |          |
|                | 21 | Franck Onwuachi   |  |          |
| Entraîneur :   |    |                   |  |          |
| Otto Gloria    |    |                   |  |          |

| :Algerie                         |    |                      |  |          |
|                                  |    |                      |  |          |
| Gardien de but                   | 1  | Mehdi Cerbah         |  |          |
|                                  |    | Chaabane Merzekane   |  |          |
|                                  |    | Abdelkader Horr      |  |          |
|                                  |    | Mohamed Khedis       |  |          |
|                                  | 3  | Mustapha Kouici      |  |          |
|                                  |    | Bouzid Mahyouz       |  |          |
|                                  | 8  | Ali Fergani          |  |          |
|                                  | 10 | Lakhdar Belloumi     |  |          |
|                                  | 7  | Salah Assad          |  |          |
|                                  | 9  | Tedj Bensaoula       |  | Remplacé |
|                                  |    | Hocine Benmiloudi    |  | Remplacé |
| Remplaçants :                    |    |                      |  |          |
|                                  |    | Abderrazak Harb      |  |          |
|                                  |    | Abderrahmane Derouaz |  |          |
|                                  |    | Mahmoud Guendouz     |  |          |
|                                  |    | Salah Larbès         |  |          |
|                                  |    | Mohamed Ouamar Ghrib |  |          |
|                                  |    | Redouane Guemri      |  | Entré    |
|                                  | 11 | Rabah Madjer         |  | Entré    |
|                                  |    | Smaïl Slimani        |  |          |
| Sélectionneur :                  |    |                      |  |          |
| Mahieddine Khalef Zdravko Rajkov |    |                      |  |          |

|  |

## Meilleurs buteurs de l'équipe
- 2 buts
  - Lakhdar Belloumi
  - Tedj Bensaoula
- 1 but
  - Salah Assad
  - Hocine Benmiloudi